# 地頭薗雅弥
地頭薗 雅弥（じとうぞの まさや、1989年9月6日 - ）は、千葉県船橋市出身のサッカー選手。ポジションはミッドフィールダー。

## 来歴
ジェフユナイテッド市原・千葉のアカデミー出身。青山学院大学卒業後の2012年5月、当時関東サッカーリーグ1部であったSC相模原にアマチュア契約で加入。2015年4月にYOKOHAMA FIFTY CLUB（神奈川県リーグ）へ移籍した。3年間プレーして2015年に退団。
2016年、アルビレックス新潟シンガポールと契約しプロ選手となった。
2017年、マレーシアのサバFAに移籍。
2017年6月、タイ・リーグ2のノーンブワ・ピッチャヤFCに移籍。しかし、2018年末までの契約を結んでいたものの、2018年シーズン開幕前に突如契約解除を言い渡される。次のクラブ探しにあたってクラウドファンディングで活動費用を募った。
11ヶ月の無所属期間を経て、2019年1月にラムパーンFCと契約。
2019年7月、MOFカスタムズ・ユナイテッドFCに移籍。
2020年3月、古巣のFIFTY CLUBに復帰。
2021年、選手引退を考えていたがSHIBUYA CITY FCからオファーが届き、2月9日に加入が発表。会社員として働きながらサッカー選手を続けることになった。
2021年11月24日、SHIBUYA CITY FCを退団。
2022年1月1日、東京都世田谷区を本拠とするサッカークラブ「SETAGAYA UNITED」創設を発表。同クラブは米澤淳司が運営に参画し、石塚啓次がクリエティブディレクターを務める。

## 所属クラブ
- 船橋市立薬円台南小学校
- 柏レイソルU-12[1]（船橋市立三山東小学校）
- 2002年 - 2004年 ジェフユナイテッド千葉U-15[1]（船橋市立三山中学校）
- 2005年 - 2007年 ジェフユナイテッド千葉U-18[1]（船橋市立船橋高等学校）
- 2008年 - 2011年 青山学院大学[2]
- 2012年5月 - 2015年4月　 SC相模原[2]
- 2015年4月 - 2015年12月  YOKOHAMA FIFTY CLUB[2]
- 2016年  アルビレックス新潟シンガポール
- 2017年1月 - 2017年6月  サバFA
- 2017年6月 - 2018年1月  ノーンブワ・ピッチャヤFC
- 2019年1月 - 2019年7月  ラムパーンFC
- 2019年7月 - 2019年12月  MOFカスタムズ・ユナイテッドFC
- 2020年  FIFTY CLUB
- 2021年  SHIBUYA CITY FC
- 2022年 -  SETAGAYA UNITED

## 個人成績
| 国内大会個人成績 | 国内大会個人成績 | 国内大会個人成績 | 国内大会個人成績 | 国内大会個人成績             | 国内大会個人成績 | 国内大会個人成績 | 国内大会個人成績 | 国内大会個人成績 | 国内大会個人成績 | 国内大会個人成績 | 国内大会個人成績 |
| 年度             | クラブ           | 背番号           | リーグ           | リーグ戦                     | リーグ戦         | リーグ杯         | リーグ杯         | オープン杯       | オープン杯       | 期間通算         | 期間通算         |
| 年度             | クラブ           | 背番号           | リーグ           | 出場                         | 得点             | 出場             | 得点             | 出場             | 得点             | 出場             | 得点             |
| 日本             | 日本             | 日本             | 日本             | リーグ戦                     | リーグ戦         | リーグ杯         | リーグ杯         | 天皇杯           | 天皇杯           | 期間通算         | 期間通算         |
| ---------------- | ---------------- | ---------------- | ---------------- | ---------------------------- | ---------------- | ---------------- | ---------------- | ---------------- | ---------------- | ---------------- | ---------------- |
| 2012             | 相模原           | 25               | 関東1部          | 8                            | 2                | -                | -                | -                | -                | 8                | 2                |
| 2013             | 相模原           | 25               | JFL              | 5                            | 0                | -                | -                | -                | -                | 5                | 0                |
| 2014             | 相模原           | 25               | J3               | 7                            | 0                | -                | -                | -                | -                | 7                | 0                |
| 2015             | 相模原           | 25               | J3               | 0                            | 0                | -                | -                | -                | -                | 0                | 0                |
| シンガポール     | シンガポール     | シンガポール     | シンガポール     | リーグ戦                     | リーグ戦         | リーグ杯         | リーグ杯         | シンガポール杯   | シンガポール杯   | 期間通算         | 期間通算         |
| 2016             | 新潟S            | 8                | Sリーグ          | 22                           | 3                | 3                | 1                | 4                | 1                | 29               | 5                |
| マレーシア       | マレーシア       | マレーシア       | マレーシア       | リーグ戦                     | リーグ戦         | マレーシア杯     | マレーシア杯     | FA杯             | FA杯             | 期間通算         | 期間通算         |
| 2017             | サバ             |                  | 1部              |                              |                  |                  |                  |                  |                  |                  |                  |
| 通算             | 日本             | 日本             | J3               | 7                            | 0                | -                | -                | -                | -                | 7                | 0                |
| 通算             | 日本             | 日本             | JFL              | 5                            | 0                | -                | -                | -                | -                | 5                | 0                |
| 通算             | 日本             | 日本             | 関東1部          | 8                            | 2                | -                | -                | -                | -                | 8                | 2                |
| 通算             | シンガポール     | シンガポール     | Sリーグ          | 22                           | 3                | 3                | 1                | 4                | 1                | 29               | 5                |
| 通算             | マレーシア       | マレーシア       | 1部              | \|\|\|\|\|\|\|\|\|\|\|\|\|\| |                  |                  |                  |                  |                  |                  |                  |
| 総通算           | 総通算           | 総通算           | 総通算           | 42                           | 5                | 3                | 1                | 4                | 1                | 49               | 7                |

## エピソード
青山学院大学在学時の2011年に、ある代理人からブリーラム・ユナイテッドFCのトライアウトに誘われてバンコク近郊で練習に参加したが、本拠地でのトライアウトには参加させてもらえず練習場に放置された上に代理人とも連絡が取れなくなったことがあった。その代理人はカレン・ロバートや下地奨も騙していた人物とのことである。